# Cobaea gracilis
Cobaea gracilis är en blågullsväxtart som först beskrevs av Oerst., och fick sitt nu gällande namn av William Botting Hemsley. Cobaea gracilis ingår i släktet Cobaea, och familjen blågullsväxter. Inga underarter finns listade i Catalogue of Life.